# Turismo en Italia

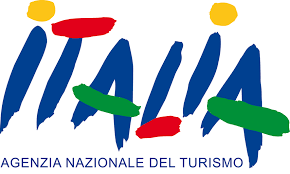
Logo de Italia.it, el portal turístico nacional italiano

El turismo es uno de los sectores económicos de Italia.
El país es, en 2019, el quinto más visitado del mundo con 65 millones de llegadas de extranjeros según ISTAT. Sin embargo, ocupa el tercero lugar entre las estancias hoteleras, detrás de Estados Unidos y España, con una cifra igual a 220,7 millones de presencias extranjeras y con 432,6 millones de presencias totales. Según estimaciones del Banca d'Italia de 2018, el sector turístico genera directamente más del 5% del PIB nacional (13% considerando también el PIB generado indirectamente) y representa más del 6% de los empleados
A partir de 2018, los sitios culturales italianos (que incluyen museos, atracciones, parques, archivos y bibliotecas) ascendieron a 6610. Las instalaciones de alojamiento activas son 218 327, para un total de 5 175 803 camas. El flujo turístico en los balnearios costeros es del 53%; las ciudades mejor equipadas son Grosseto para agroturismos (217), Vieste para acampadas y pueblos turísticos (84) y Cortina d'Ampezzo para refugios de montaña (20).

## Estadísticas

### Llegadas internacionales

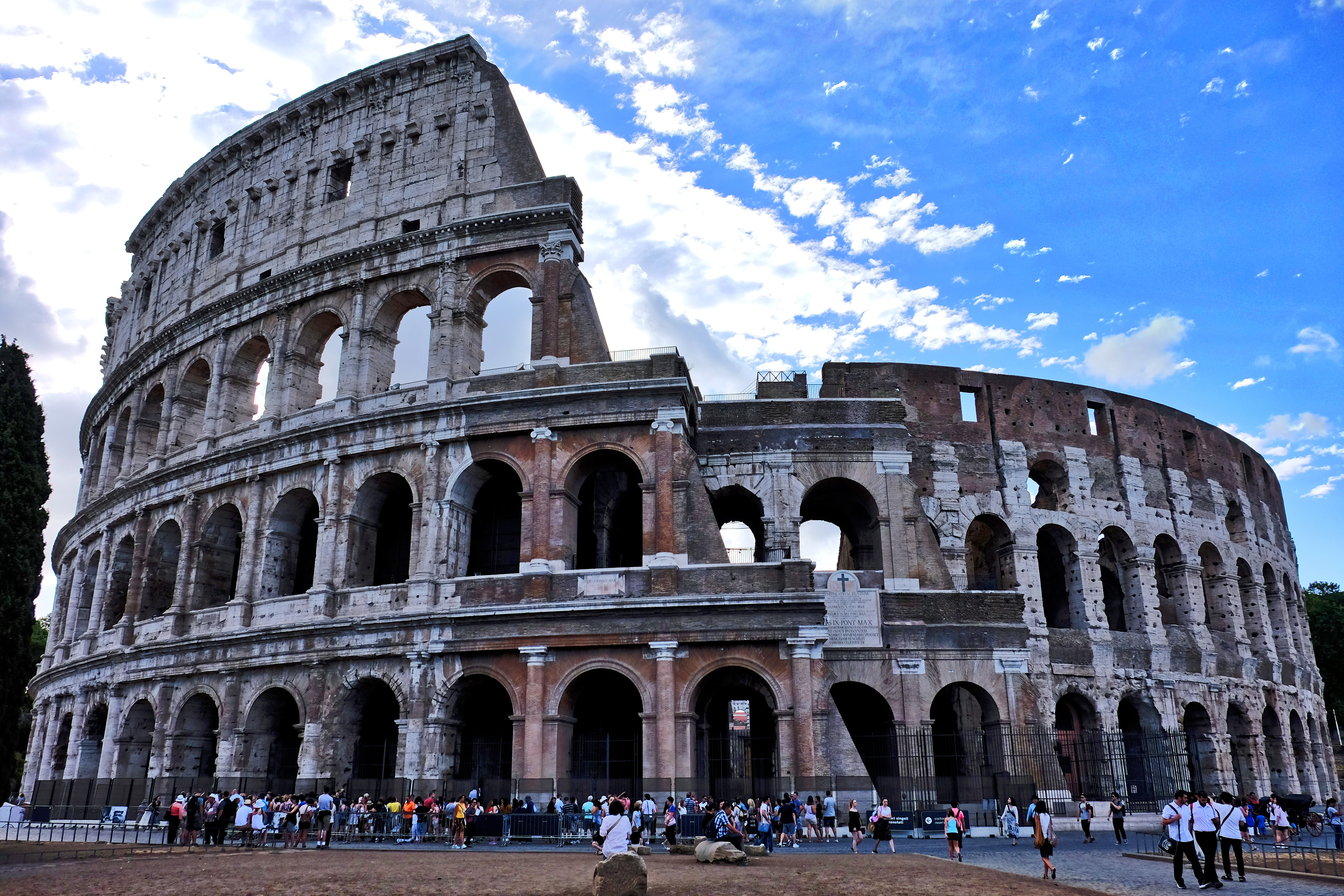
El Coliseo a Roma, uno de los atractivos turísticos más importantes del mundo, con 7,6 millones de visitas

Venezia una de las ciudades más visitades en el mundo

Catedral de Santa María del Fiore a Florencia

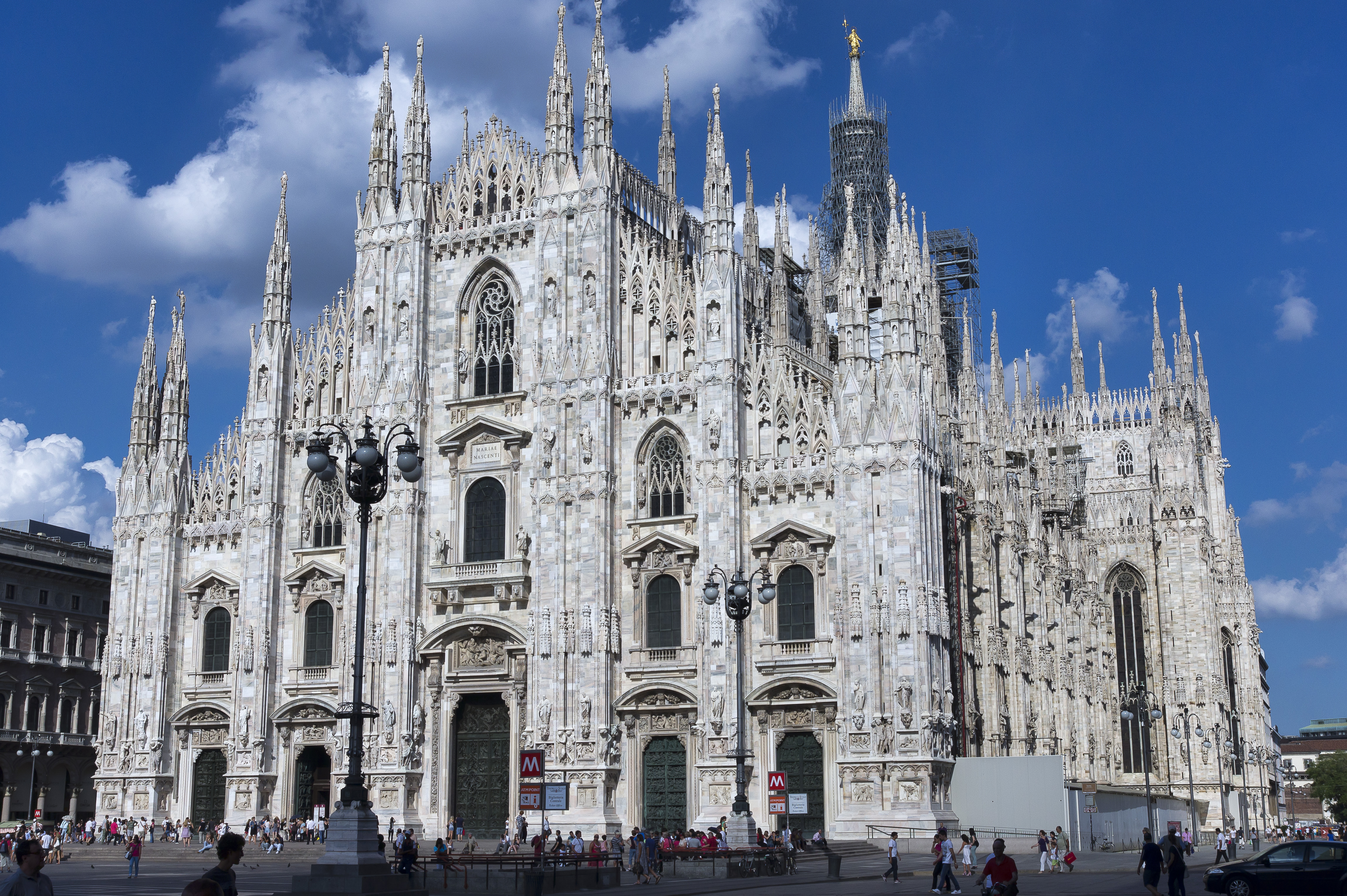
Duomo de Milán

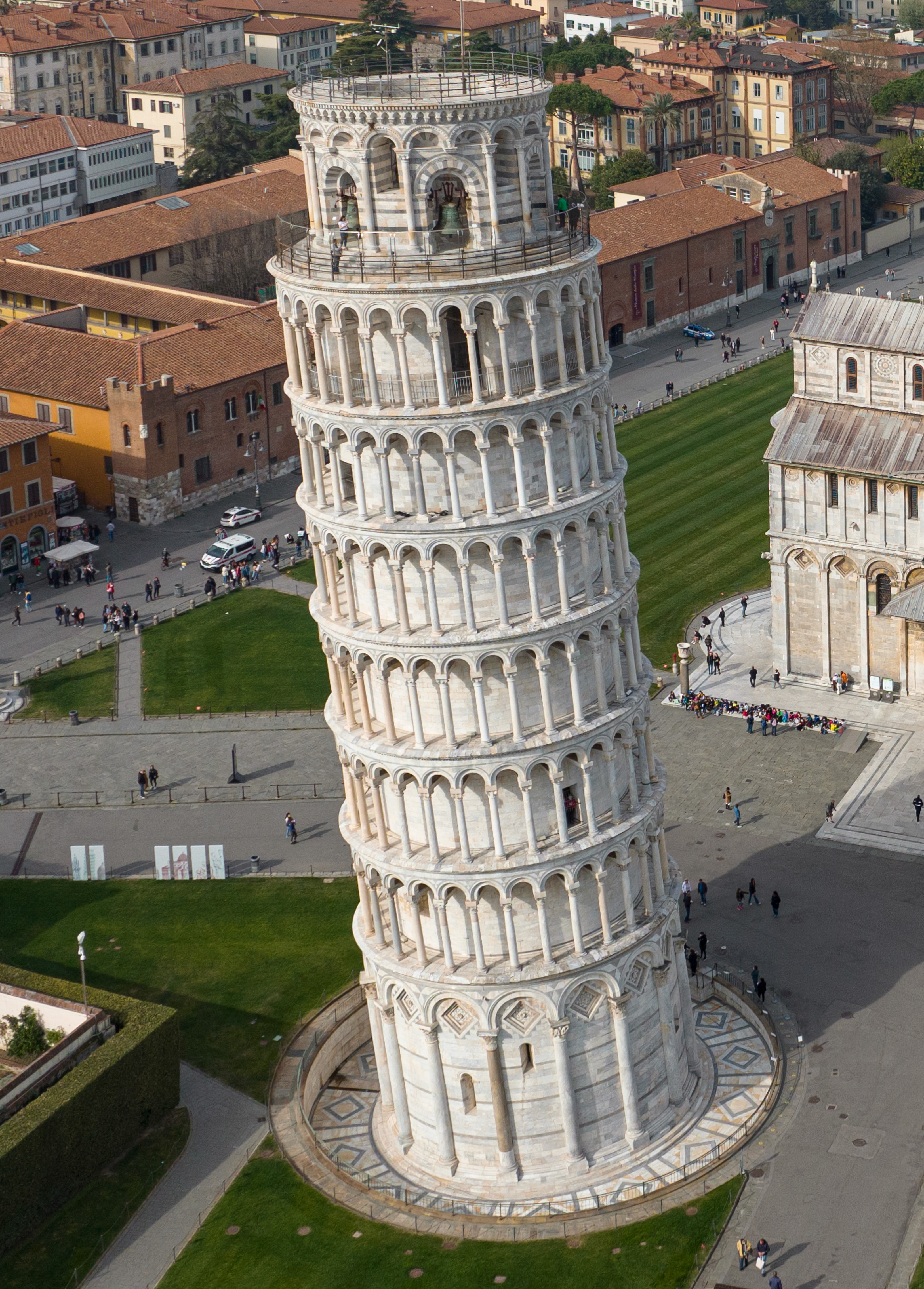
Torre de Pisa

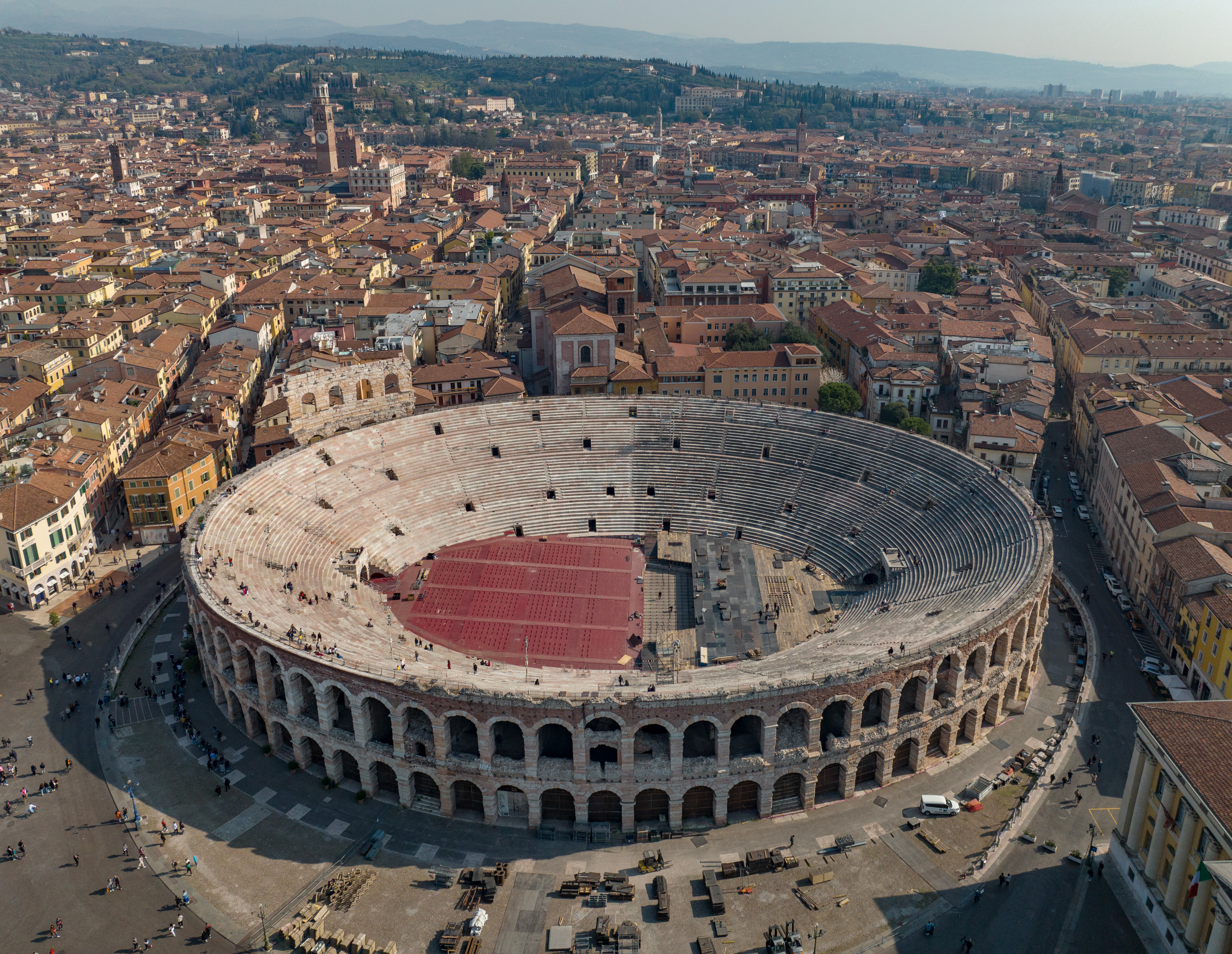
Arena de Verona

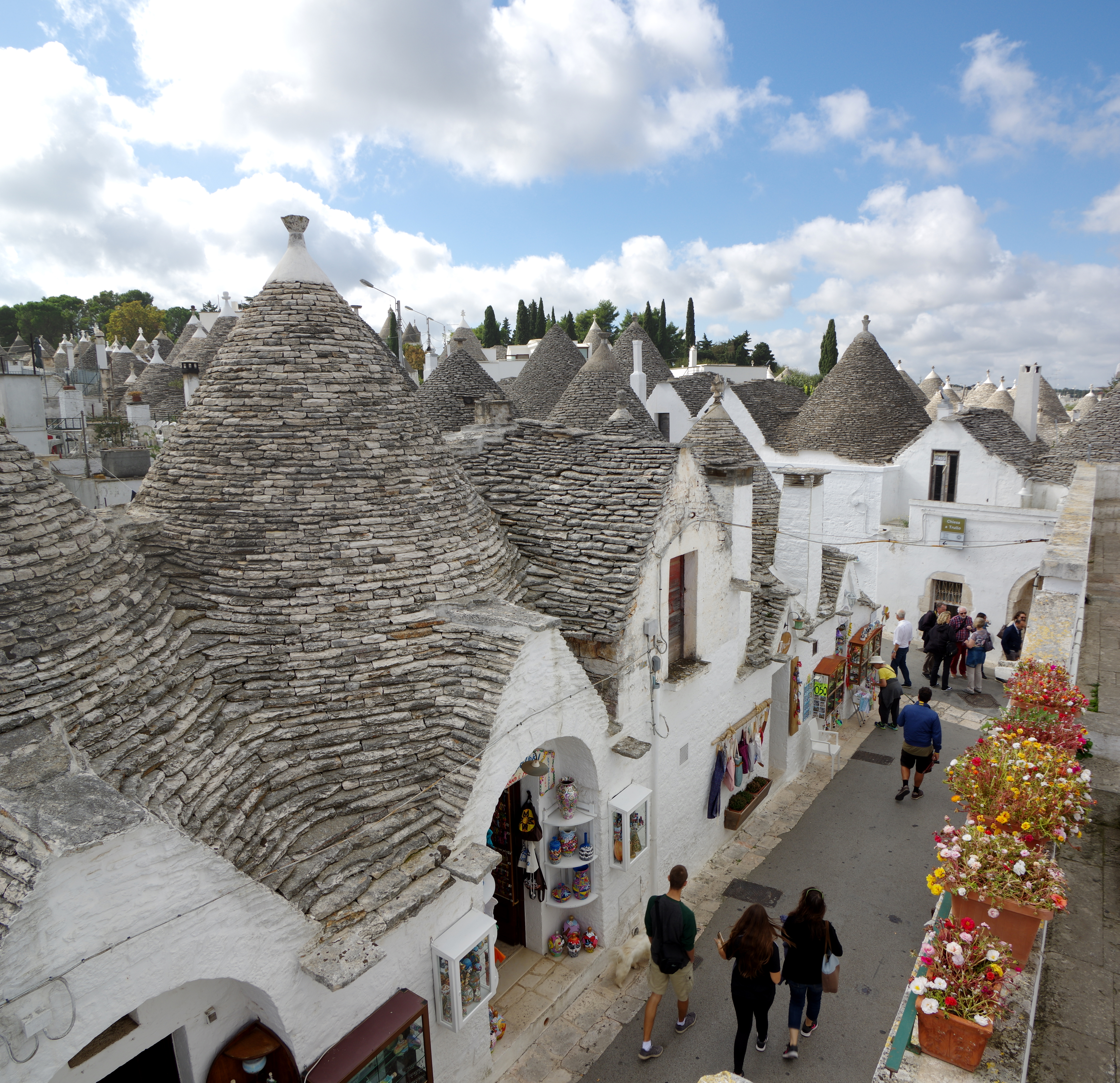
Turistas en Alberobello, uno de los lugares más visitados en Apulia y Patrimonio de la Humanidad UNESCO.

En 2019, los principales países de origen extranjero según datos de Istat fueron:
| #  | País                          | Llegadas   |
| -- | ----------------------------- | ---------- |
| 1  | Alemania                      | 12.832.334 |
| 2  | Estados Unidos                | 6.092.754  |
| 3  | Francia                       | 4.744.412  |
| 4  | Reino Unido                   | 3.695.112  |
| 5  | China                         | 3.167.960  |
| 6  | Suiza                         | 3.027.331  |
| 7  | Austria                       | 2.648.203  |
| 8  | España                        | 2.243.621  |
| 9  | Países Bajos                  | 2.137.760  |
| 10 | Rusia                         | 1.778.720  |
| 11 | Polonia                       | 1.593.692  |
| 12 | Otros países europeos         | 1.406.696  |
| 13 | Bélgica                       | 1.258.901  |
| 14 | Otros países asiáticos        | 1.282.925  |
| 15 | Japón                         | 1.133.118  |
| 16 | Brasil                        | 1.116.846  |
| 17 | Australia                     | 1.049.285  |
| 18 | Corea del Sur                 | 1.006.673  |
| 19 | Canadá                        | 948.176    |
| 20 | República Checa               | 900.502    |
| 21 | Rumania                       | 797.381    |
| 22 | Otros países sudamericanos    | 719.212    |
| 23 | Suecia                        | 697.407    |
| 24 | Dinamarca                     | 631.748    |
| 25 | Hungría                       | 610.697    |
| 26 | Argentina                     | 610.117    |
| 27 | Israel                        | 605.415    |
| 28 | India                         | 593.319    |
| 29 | Otros países medio-orientales | 537.669    |
| 30 | Irlanda                       | 459.011    |
| 31 | México                        | 413.514    |
| 32 | Portugal                      | 410.857    |
| 33 | Turquía                       | 404.344    |
| 34 | Noruega                       | 390.789    |
| 35 | Otros países                  | 362.967    |
| 36 | Grecia                        | 353.276    |
| 37 | Eslovenia                     | 330.638    |
| 38 | Croacia                       | 294.825    |
| 39 | Finlandia                     | 267.366    |
| 40 | Bulgaria                      | 242.836    |
| 41 | Eslovaquia                    | 239.772    |
| 42 | África mediterránea           | 209.352    |
| 43 | Otros países africanos        | 190.346    |
| 44 | Lituania                      | 168.894    |
| 45 | Nueva Zelanda                 | 140.019    |
| 46 | Malta                         | 128.442    |
| 47 | Sudáfrica                     | 110.147    |
| 48 | Luxemburgo                    | 94.622     |
| 49 | Letonia                       | 93.279     |
| 50 | Egipto                        | 83.236     |
| 51 | Estonia                       | 78.398     |
| 52 | Venezuela                     | 48.017     |
| 53 | Islandia                      | 43.216     |
| 54 | Chipre                        | 34.296     |
|    | Total                         | 65.010.220 |

### Presencias turísticas por país
Nel 2019 i principali paesi di provenienza estera secondo i dati ISTAT erano:
| Rang | País                  | Noches      |
| ---- | --------------------- | ----------- |
| 1    | Alemania              | 58.699.396  |
| 2    | Estados Unidos        | 16.302.928  |
| 3    | Francia               | 13.842.473  |
| 4    | Reino Unido           | 13.674.263  |
| 5    | Suiza                 | 10.806.529  |
| 6    | Países Bajos          | 10.320.382  |
| 7    | Austria               | 9.520.238   |
| 8    | Polonia               | 6.203.982   |
| 9    | Rusia                 | 5.819.444   |
| 10   | España                | 5.789.755   |
| 11   | China                 | 5.355.907   |
| 12   | Bélgica               | 4.751.383   |
| 13   | República Checa       | 4.127.567   |
| 14   | Dinamarca             | 3.058.530   |
| 15   | Australia             | 2.881.036   |
| 16   | Brasil                | 2.824.686   |
| 17   | Rumania               | 2.765.252   |
| 18   | Canadá                | 2.665.209   |
| 19   | Japón                 | 2.544.362   |
| 20   | Suecia                | 2.372.891   |
| 21   | Hungría               | 2.210.468   |
| 22   | Irlanda               | 1.815.223   |
| 23   | Noruega               | 1.247.398   |
| 24   | Grecia                | 903.868     |
|      | Países extra-europeos | 17.437.507  |
|      | Otros países europeos | 5.311.276   |
|      | Total                 | 220.662.684 |

### Presencias en las ciudades para noches
| #  | Comune                     | Región               | Provincia / Ciudad metropolitana | Noches     |
| -- | -------------------------- | -------------------- | -------------------------------- | ---------- |
| 1  | Roma                       | Lacio                | Roma                             | 30 980 083 |
| 2  | Venecia                    | Véneto               | Venecia                          | 12 948 519 |
| 3  | Milán                      | Lombardía            | Milán                            | 12 474 278 |
| 4  | Florencia                  | Toscana              | Florencia                        | 10 955 345 |
| 5  | Rimini                     | Emilia-Romaña        | Rimini                           | 7 548 135  |
| 6  | Cavallino-Treporti         | Véneto               | Venecia                          | 6 269 451  |
| 7  | Jesolo                     | Véneto               | Venecia                          | 5 438 519  |
| 8  | San Michele al Tagliamento | Véneto               | Venecia                          | 5 851 482  |
| 9  | Caorle                     | Véneto               | Venecia                          | 4 319 483  |
| 10 | Nápoles                    | Campania             | Nápoles                          | 3 765 485  |
| 11 | Riccione                   | Emilia-Romaña        | Rimini                           | 3 632 025  |
| 12 | Turin                      | Piamonte             | Turin                            | 3 626 036  |
| 13 | Lazise                     | Véneto               | Verona                           | 3 606 249  |
| 14 | Lignano Sabbiadoro         | Friul-Venecia Julia  | Udine                            | 3 594 091  |
| 15 | Cervia                     | Emilia-Romaña        | Ravenna                          | 3 468 948  |
| 16 | Cesenatico                 | Emilia-Romaña        | Forlì-Cesena                     | 3 403 237  |
| 17 | Bolonia                    | Emilia-Romaña        | Bolonia                          | 3 188 040  |
| 18 | Sorrento                   | Campania             | Nàpoles                          | 2 756 578  |
| 19 | Verona                     | Véneto               | Verona                           | 2 743 943  |
| 20 | Ravenna                    | Emilia-Romaña        | Ravenna                          | 2 495 943  |
| 21 | Peschiera del Garda        | Véneto               | Verona                           | 2 379 705  |
| 22 | Bellaria-Igea Marina       | Emilia-Romaña        | Rimini                           | 2 216 032  |
| 23 | Bardolino                  | Véneto               | Verona                           | 2 101 596  |
| 24 | Comacchio                  | Emilia-Romaña        | Ferrara                          | 1 998 304  |
| 25 | Abano Terme                | Véneto               | Padova                           | 1 987 421  |
| 26 | Vieste                     | Apulia               | Foggia                           | 1 915 749  |
| 27 | Génova                     | Liguria              | Génova                           | 1 905 777  |
| 28 | Pisa                       | Toscana              | Pisa                             | 1 859 653  |
| 29 | Cattolica                  | Emilia-Romaña        | Rimini                           | 1 848 353  |
| 30 | Padova                     | Véneto               | Padova                           | 1 657 672  |
| 31 | Montecatini Terme          | Toscana              | Pistoia                          | 1 629 602  |
| 32 | Palermo                    | Sicilia              | Palermo                          | 1 594 187  |
| 33 | Riva del Garda             | Trentino-Alto Adigio | Trento                           | 1 590 189  |
| 34 | Castelrotto                | Trentino-Alto Adigio | Bolzano                          | 1 584 220  |
| 35 | Castiglione della Pescaia  | Toscana              | Grosseto                         | 1 506 463  |
| 36 | Grado                      | Friul-Venecia Julia  | Gorizia                          | 1 398 262  |
| 37 | Chioggia                   | Véneto               | Venecia                          | 1 376 237  |
| 38 | Livigno                    | Lombardía            | Sondrio                          | 1 337 223  |
| 39 | Forio                      | Campania             | Nàpoles                          | 1 295 862  |
| 40 | Selva di Val Gardena       | Trentino-Alto Adigio | Bolzano                          | 1 294 036  |
| 41 | Ischia                     | Campania             | Nàpoles                          | 1 236 669  |
| 42 | Sirmione                   | Lombardía            | Brescia                          | 1 209 423  |
| 43 | Arzachena                  | Cerdeña              | Sassari                          | 1 209 220  |
| 44 | San Vincenzo               | Toscana              | Livorno                          | 1 198 640  |
| 45 | Fiumicino                  | Lacio                | Roma                             | 1 180 562  |
| 46 | Badia                      | Trentino-Alto Adigio | Bolzano                          | 1 178 014  |
| 47 | Limone sul Garda           | Lombardía            | Brescia                          | 1 167 770  |
| 48 | Orbetello                  | Toscana              | Grosseto                         | 1 165 731  |
| 49 | Merano                     | Trentino-Alto Adigio | Bolzano                          | 1 148 867  |
| 50 | Assisi                     | Umbria               | Perugia                          | 1 146 596  |

### Datos regionales de las presencias turísticas
Segundo los datos regionàles, en 2019 la presencia turística en Italia fue de 428,8 millones (212,3 millones de residentes y 216,5 millones de no residentes)
| #  | Región               | Noches totales | Residentes  | Non residentes |
| -- | -------------------- | -------------- | ----------- | -------------- |
| 1  | Véneto               | 69.229.094     | 22.346.943  | 46.882.151     |
| 2  | Trentino-Alto Adigio | 51.416.000     | 20.991.458  | 30.424.542     |
| 3  | Toscana              | 47.618.085     | 21.677.672  | 25.940.413     |
| 4  | Emilia-Romaña        | 40.647.799     | 29.810.986  | 10.836.813     |
| 5  | Lombardía            | 39.115.354     | 15.662.408  | 23.452.946     |
| 6  | Lacio                | 36.684.847     | 13.827.665  | 22.857.182     |
| 7  | Campania             | 21.689.412     | 10.421.059  | 11.268.353     |
| 8  | Apulia               | 15.197.186     | 11.643.368  | 3.553.818      |
| 9  | Liguria              | 15.183.243     | 8.921.833   | 6.261.410      |
| 10 | Sicilia              | 15.135.259     | 7.436.386   | 7.698.873      |
| 11 | Piamonte             | 15.100.768     | 8.467.295   | 6.633.473      |
| 12 | Cerdeña              | 14.940.111     | 7.237.520   | 7.702.591      |
| 13 | Marcas               | 9.656.538      | 7.937.303   | 1.719.235      |
| 14 | Calabria             | 9.277.810      | 7.215.475   | 2.062.335      |
| 15 | Friul-Venecia Julia  | 9.022.550      | 5.157.667   | 3.864.883      |
| 16 | Abruzos              | 6.335.072      | 5.467.238   | 867.834        |
| 17 | Umbría               | 5.937.298      | 3.751.576   | 2.185.722      |
| 18 | Valle de Aosta       | 3.606.289      | 2.085.928   | 1.520.361      |
| 19 | Basilicata           | 2.603.622      | 2.307.392   | 296.230        |
| 20 | Molise               | 448.600        | 127.283     | 35.891         |
|    | Italia               | 428.844.937    | 212.334.391 | 216.510.546    |